# Мехмед-паша Видајић
Мехмед-паша Видајић (?—август 1806.)био је турски војни заповедник и капетан Зворнички. Постигао је мир са Антом Богићевићем и Јевтом Савићем Чотрићем, од седам тачака уз Карађорђев пристанак. Са 3000 војника продро из Босне у Јадар и потиснуо Карађорђа у боју на Ранитовачи 27. јануара 1806. Продро у Шабац 29. јануара 1806. године, али се повукао у Босну 7. фебруара 1806. године остављајући у граду Хасан-пашу градачког са мало војске.
Погинуо са два сина у боју на Мишару.